# Santuario de San José de Gracia
El Santuario de San José de Gracia es un edificio católico ubicado en el Paseo Alcalde de la ciudad de Guadalajara, Jalisco, México. El templo es catalogado como monumento histórico por el Instituto Nacional de Antropología e Historia (INAH) para su preservación. Actualmente pertenece a la Parroquia del Sagrario Metropolitano de la Arquidiócesis de Guadalajara.

## Historia
Antes de que se edificara el actual templo era el Convento de Santo Domingo. La guerra de Reforma, específicamente una batalla entre conservadores y liberales dejó la iglesia principal prácticamente en ruinas a causa de cañonazos entre los dos grupos. El convento abarcaba lo que ahora es la escuela primaria anexa y el jardín de la Reforma. Debido a las Leyes de Reforma fue expropiada por el gobierno y pasó a manos privadas. En 1879 la arquidiócesis de Guadalajara empezó a hacer intentos de adquirir el terreno para erigir una nueva iglesia ahora dedicada a José de Nazaret. Las obras de reconstrucción iniciaron en 1880, bajo la dirección del arquitecto Manuel Gómez Ibarra, cuyas obras en la Guadalajara destacan la cúpula del Hospicio Cabañas, las torres de la catedral, el pórtico del Templo de Nuestra Señora del Pilar y el Panteón de Belén. El padre José María de Plasencia diseño el púlpito, los canceles, el altar y los adornos en la cúpula. Terminaron una década después, el 26 de noviembre de 1890.

## Arquitectura
Tiene una planta de cruz latina. Su crucero cuenta con una cúpula sobre el tambor. Lo interesante de su torre campanario es que se encuentra sobre en la parte central del nártex, lo cual le da un gran parecido al Templo de Nuestra Señora del Carmen en Celaya.
Su fachada es neoclásica y es de tres cuerpos de los órdenes dórico, jónico y corintio. Tiene bóvedas de arista con nervaduras que representan lirios que en torno representan la castidad.
El Museo del Periodismo y las Artes Gráficas, conocida como la «Casa de los Perros», se encuentra a tan solo unos metros.

## Galería

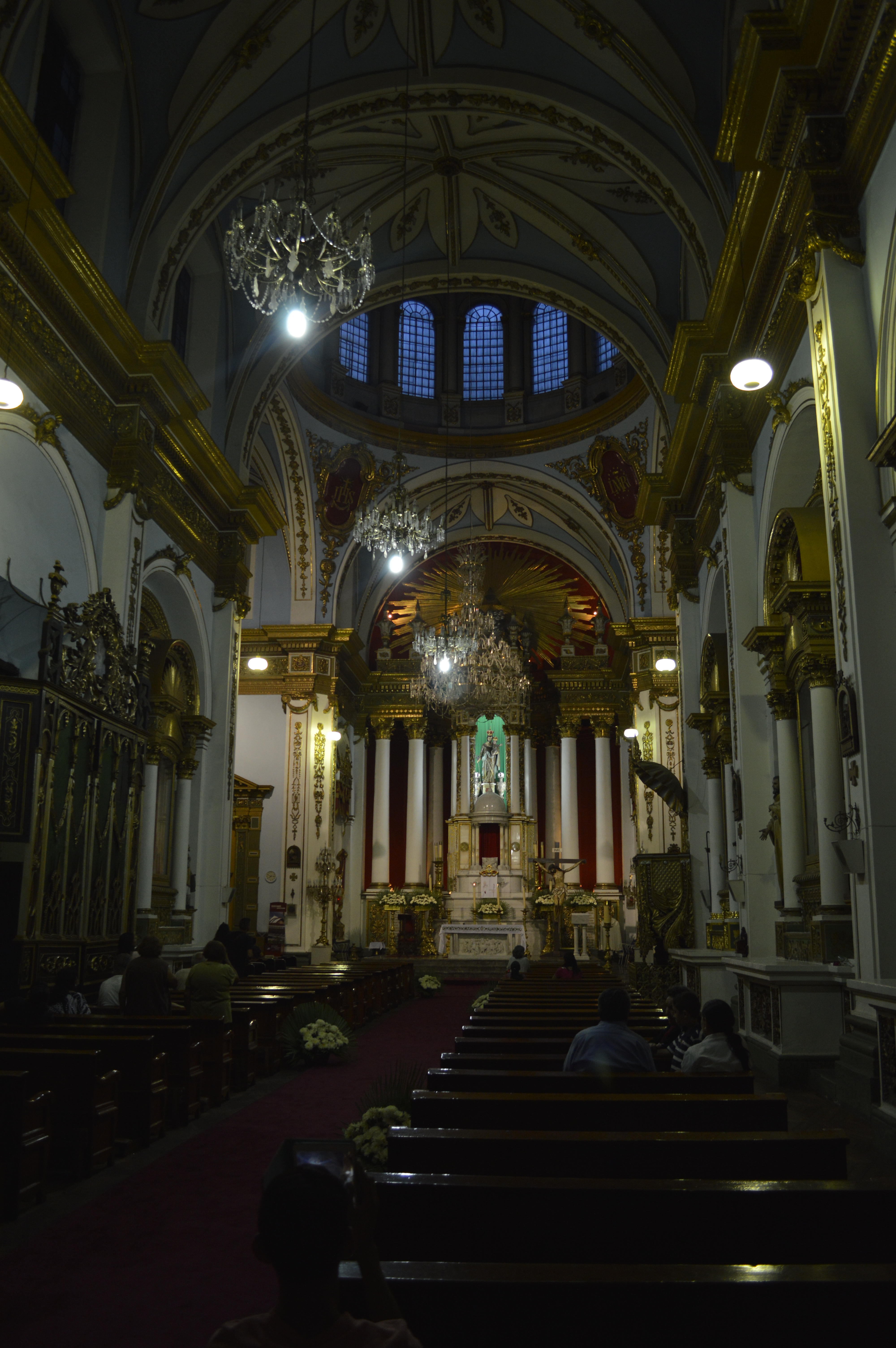
El interior.
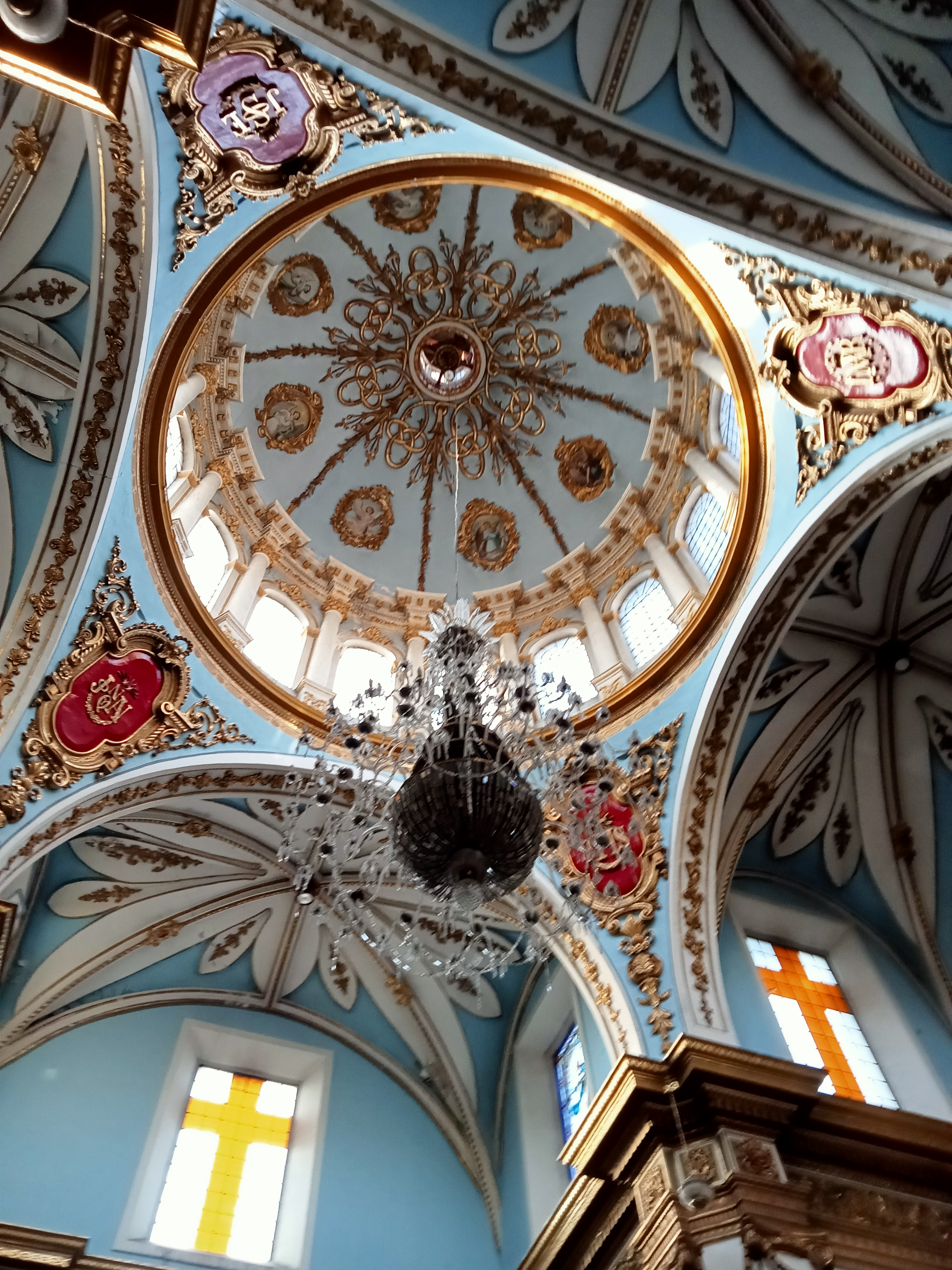
La cúpula.
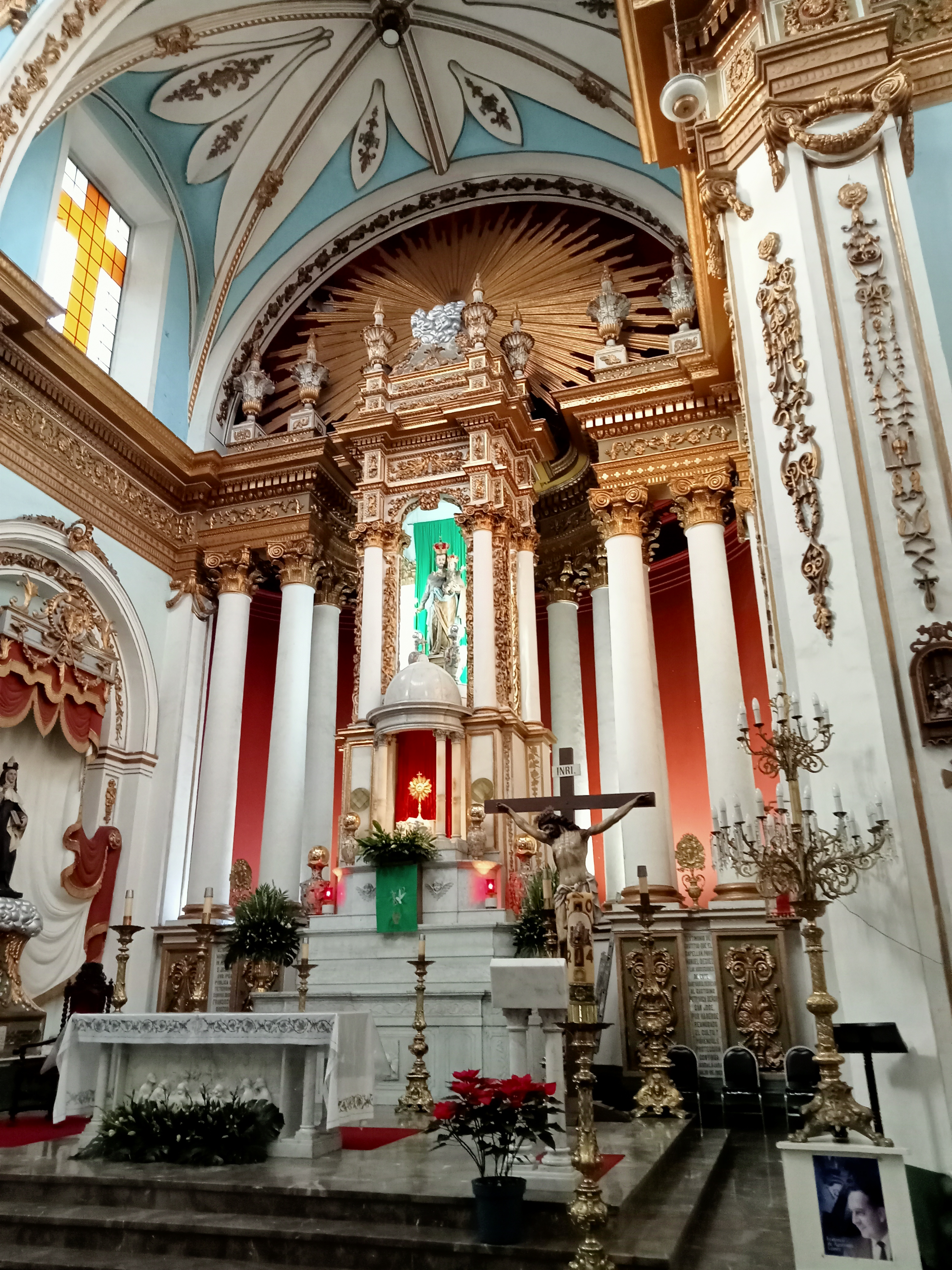
El altar.
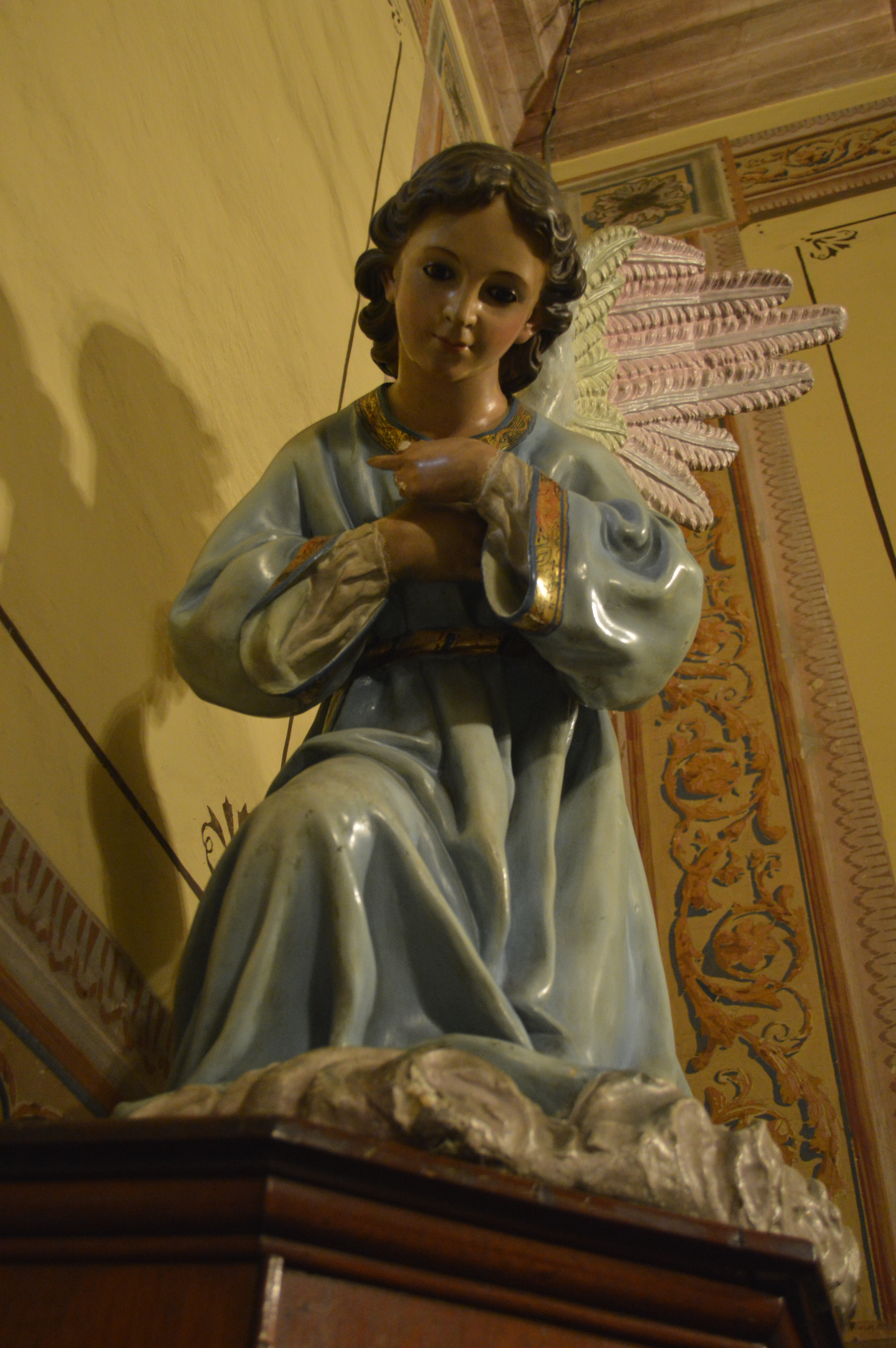
Un ángel.
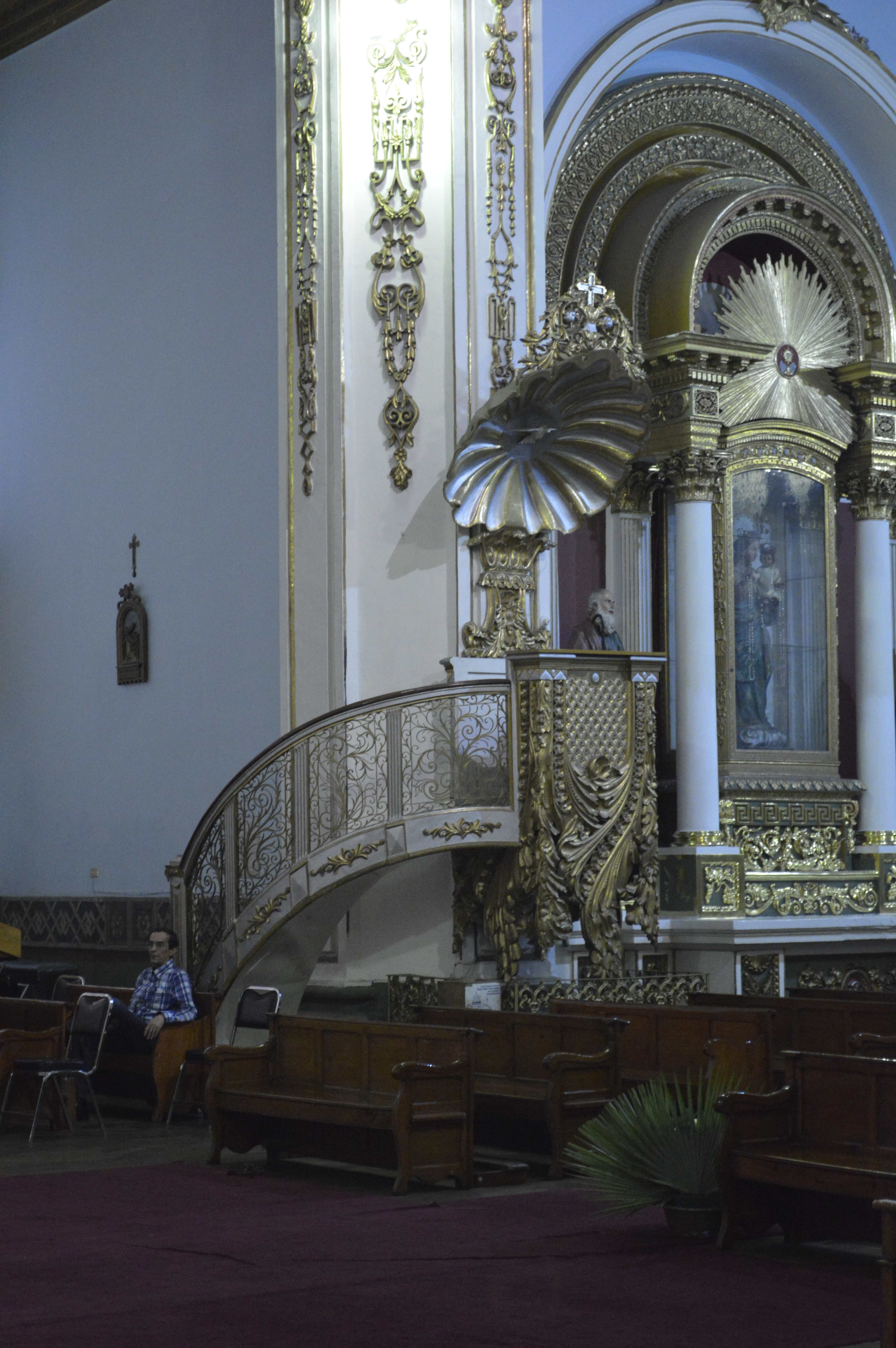
El púlpito.
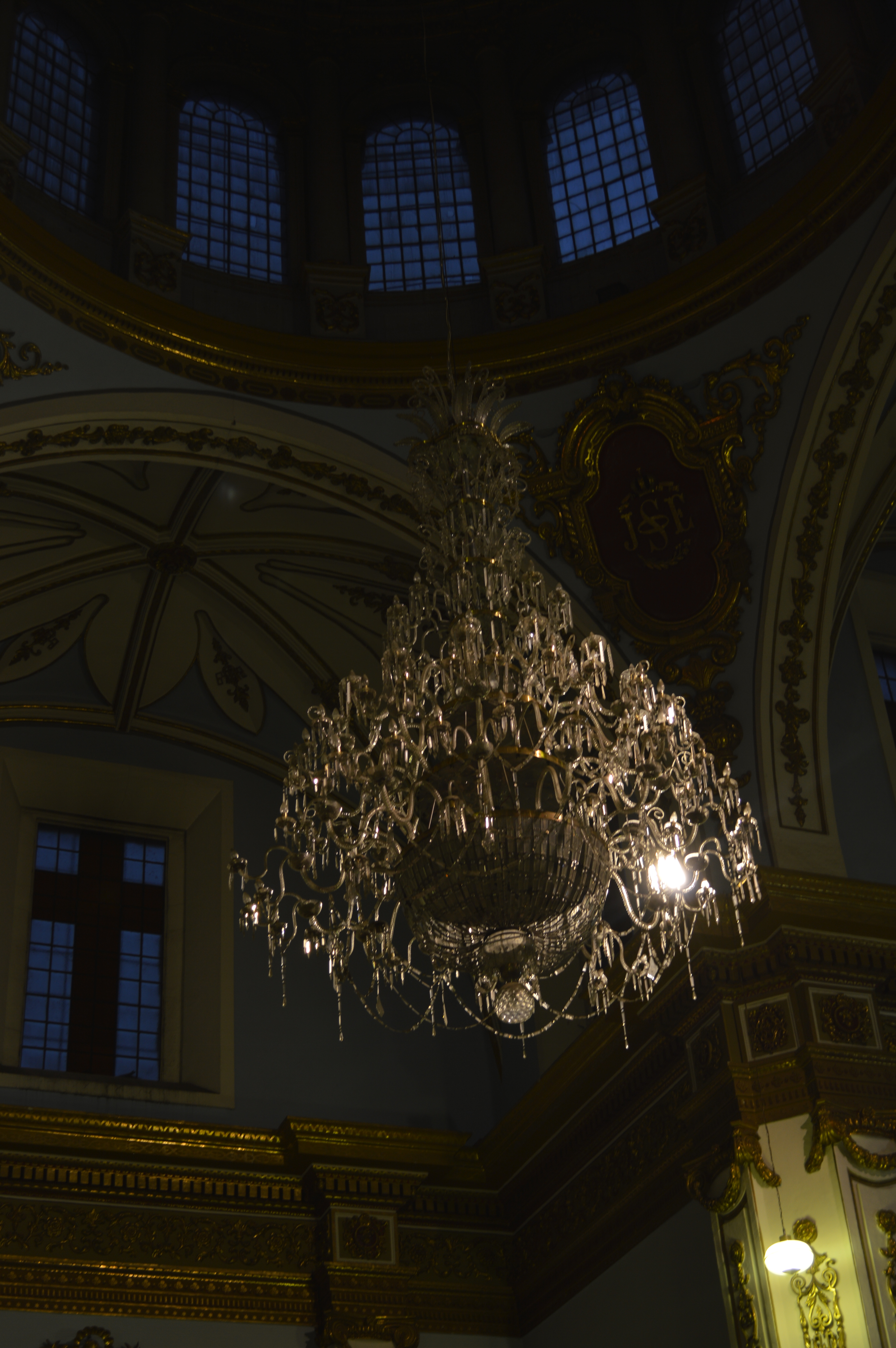
Un candelabro.
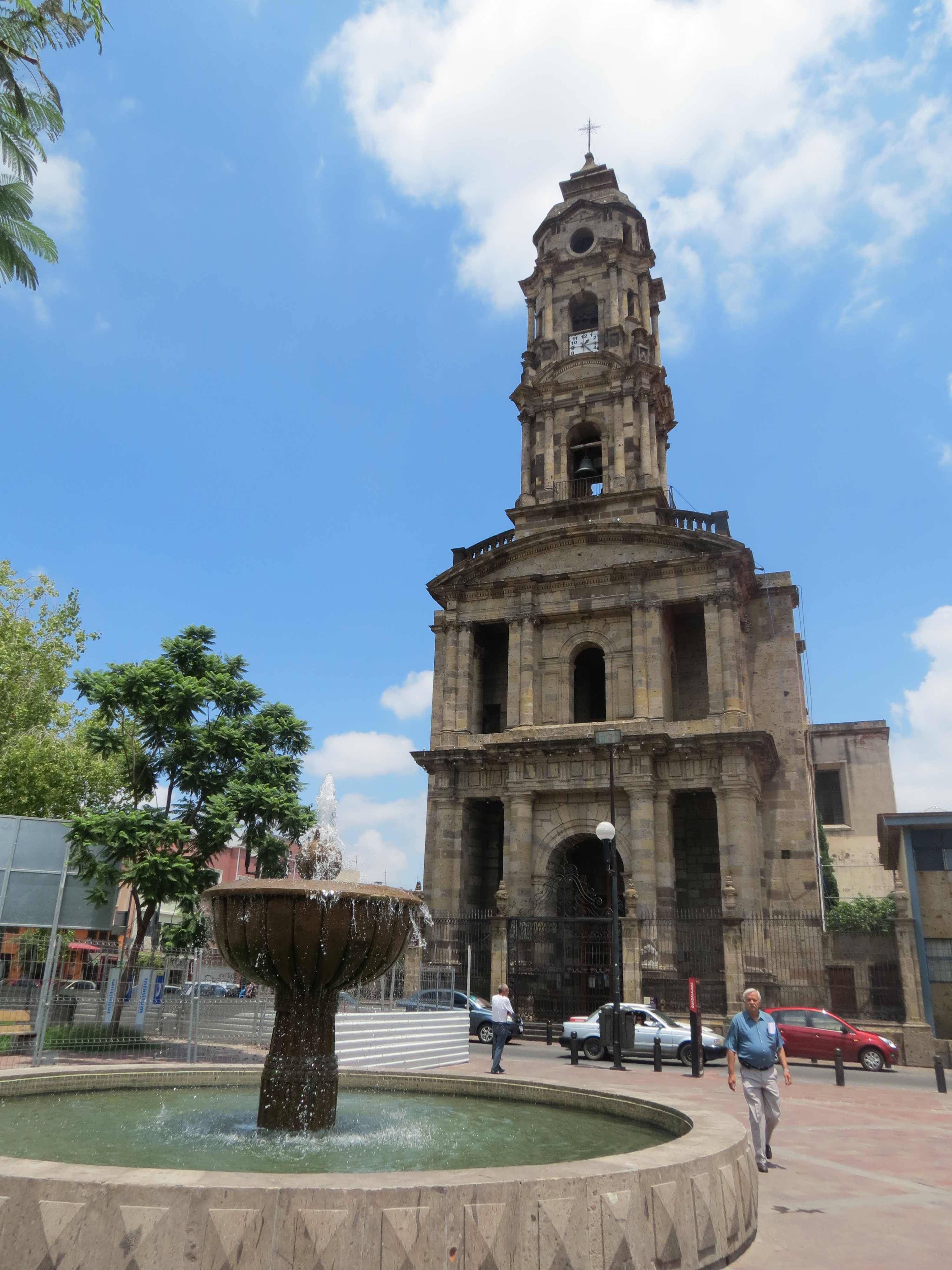
Jardín de la Reforma.
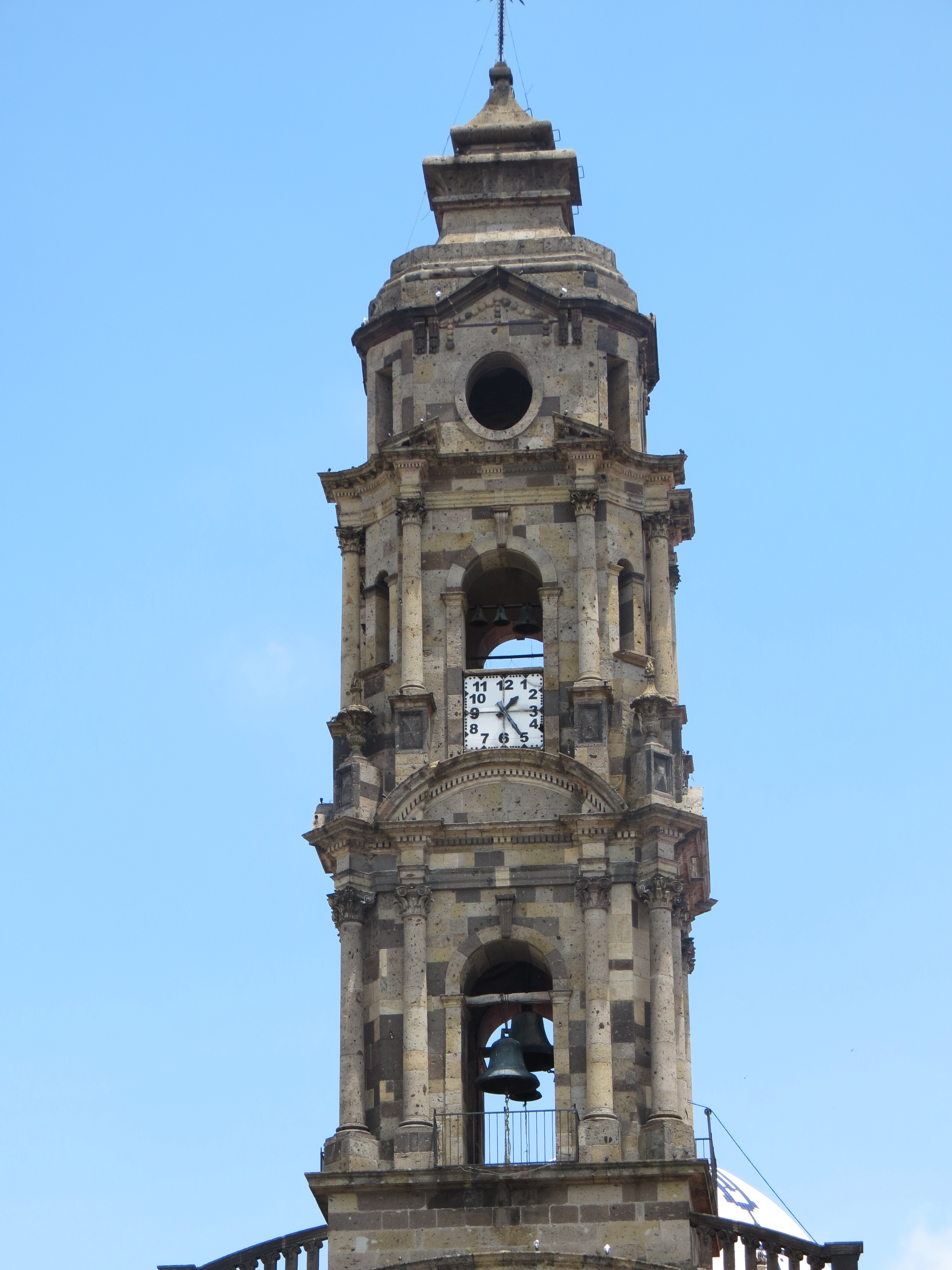
La torre.